# Heilig-Kreuz-Kirche (Bevern)
Die evangelisch-lutherische Heilig-Kreuz-Kirche, Hauptstraße 18, in der niedersächsischen Stadt Bremervörde, Ortsteil Bevern, wurde im dritten Drittel des 19. Jahrhunderts gebaut. Sie gehört zum Kirchenkreis Bremervörde-Zeven in der Landeskirche Hannover.
Das Gebäude steht unter Denkmalschutz (siehe auch Liste der Baudenkmale in Bremervörde).

## Geschichte und Beschreibung
Bremervörde war um 1000 Sitz der Wasserburg Vörde an der Oste und gehört zum Landkreis Rotenburg (Wümme). Bevern wurde 986 erstmals erwähnt. Eine erste Kirche in Bevern ist für das 14. Jahrhundert am heutigen Standort nachweisbar.
Die heutige fünfachsige neugotische Saalkirche aus Backstein mit ziegelgedecktem Satteldach, polygonalem Chor und rechteckigem Westturm mit Satteldach und schlankem Laternenaufsatz wurde nach Plänen des Stader Konsistorial-Bauinspektors August Schwägermann gebaut und am 14. März 1880 eingeweiht. Die Fassaden sind gestaltet mit spitzbogigen Öffnungen und Schmuck in Backstein. Im Inneren überspannt eine Holzdecke auf Kopfbändern den Raum, die Deckenmitte ruht auf Tudorbögen. Auf der Westempore steht die Orgel von um 1880. Die Kanzel stammt aus der Erbauungszeit.
Kirchhof sowie Gefallenendenkmal von um 1920 als Steinmonument mit Kreuzaufsatz und einer östlichen Natursteinmauer sind auch denkmalgeschützt.
Das Landesdenkmalamt befand u. a.: „… durch die erhaltene bauzeitliche Ausstattung manifestierten künstlerischen und der städtebaulichen Bedeutung von prägendem Einfluss ….“

## Kirchengemeinde
Die Kirchengemeinde umfasst die Dörfer Bevern, Plönjeshausen und Mintenburg mit rund 1000 Gemeindemitgliedern (2024). Gruppenarbeit erfolgt für Kinder, Familie, Ältere, klassische und moderne Musik sowie als Posaunenchor. Pfarramt und Pfarrbüro sind in der Hauptstraße 27 und 29.